# Trupy polskie
Trupy polskie – antologia opowiadań kryminalnych, wydana nakładem Wydawnictwa EMG w 2005 roku.
Opowiadania do antologii napisali autorzy reprezentujący różne podejścia do tradycji literackiej; dla niektórych to debiut w literaturze kryminalnej. Trupy polskie są pierwszym tomem Polskiej Kolekcji Kryminalnej.
Antologia była dofinansowana ze środków Ministerstwa Kultury.

## Spis treści
W zbiorze znajduje się 14 opowiadań:
1. Joanna Chmielewska, Zapalniczka
2. Witold Bereś, Joasia
3. Piotr Bratkowski, Smecz na Majorce
4. Jacek Dukaj, Diabeł w strukturze
5. Artur Górski, Wersja Czesława
6. Irek Grin, Bezpański pies
7. Rafał Grupiński, Ostatnie śledztwo wywiadowcy Gościńskiego
8. Marek Harny, Teczka Glizdy, czyli pułapka na pismaka
9. Andrzej Pilipiuk, Samolot von Ribbentropa
10. Maciej Piotr Prus, Zabije mnie w czwartek
11. Sławomir Shuty, Droga przez las
12. Marcin Świetlicki, Kotek
13. Andrzej Ziemiański, Wypasacz
14. Rafał Ziemkiewicz, Zbrodnia doskonała live

A także posłowie Andrzeja Stasiuka oraz Indeks Trupów Pawła Dunina-Wąsowicza (spis postaci-ofiar z opowiadań w zbiorze).

## Odbiór
Według Grzegorza Głąba, antologia odniosła „niebywały” sukces komercyjny, gdyż jej nakład wyczerpał się w ciągu kilku dni.
Antologię zrecenzował Paweł Dunin-Wąsowicz dla miesięcznika „Lampa”. Poziom opowiadań w zbiorze uznał za nierówny; za lepsze uznał Bezpańskiego psa Grina i Kotka Świetlickiego, a za ponadprzeciętne w zbiorze, Teczkę Glizdy... Harnego, Zapalniczkę Chmielewskiej (którą opisał jako „przeciętne opowiadanie ponadprzeciętnego autora”), Ostatnie śledztwo wywiadowcy Gościńskiego Grupińskiego („niezwykle sugestywne... absolutne zaskoczenie”), Samolot von Ribbentropa Pilipiuka oraz Diabła w strukturze Dukaja. Dwa ostatnie opowiadania uznał za najbardziej oryginalne i nietypowe w zbiorze – utwór Pilipiuka to historia alternatywna, a Dukaja – recenzja nieistniejącej książki („według wzorców Borgesa i Lema”).
Antologię zrecenzował Filip Łobodziński dla tygodnika „Newsweek Polska”. Za najlepszy utwór w zbiorze uznał Drogę przez las Shutego, a za warte wymienienia uznał też utwory Chmielewskiej, Grina, Świętlickiego, Ziemiańskiego i Dukaja.
Antologię zrecenzował Robert Ostaszewski dla czasopisma „Arte”. Ocenił ją pozytywnie (jako „gwarantującą dobrą rozrywkę”), zwracając uwagę na różnorodność tekstów w zbiorze, wykorzystujących różne konwencje literackie. Większość recenzji poświęcił opowiadaniu Grina, które uznał za „chandlerowskie” w stylu; wymienił też w recenzji pobieżnie utwory Chmielewskiej, Grupińskiego, Bratkowskiego, Shutego, Pilipiuka, Świetlickiego i Ziemiańskiego.
Dodatkowo, Marta Sawicka recenzując inną antologię dla „Polityki”, określiła Trupy polskie jako „świetne”. Z kolei recenzent „Wprost”, w podobnej recenzji innej antologii, opisał Trupy polskie jako pozycję „nierówną”.